# Doug Lamborn
Doug Lamborn (ur. 24 maja 1954) – amerykański polityk, członek Partii Republikańskiej. Od 2007 roku jest przedstawicielem piątego okręgu wyborczego w stanie Kolorado w Izbie Reprezentantów Stanów Zjednoczonych.